# لبنانه مشوح
لبنانه مشوح (عربی: لبانة مشوح؛ زادهٔ ۱۹۵۵) سیاست‌مدار سوری و وزیر پیشین وزارت فرهنگ سوریه است. وی دکترای زبان‌شناسی‌اش را از دانشگاه دانشگاه پاریس ۸(en) دریافت کرده است.